# Engelshaus
Engelshaus ist eine Hofschaft im Norden der bergischen Großstadt Wuppertal.

## Lage und Beschreibung
Die Hofschaft liegt im Norden des Wohnquartiers Dönberg im Stadtbezirk Uellendahl-Katernberg auf einer Höhe von 276 m ü. NHN am Stürmannsweg.
Benachbarte Orte sind neben Dönberg die Wohnplätze und Hofschaften Neue Wiese, Pottstemmer, Am Strauch, Danz, Danzberg, Winterberg, Ibach, Schmiede, Weißenibach, Weißenhaus, Am Brass, Stürmann, Grades, Dümpel, Schell, Bruch, Jungenholz, Mutzberg, Saurenhaus, Schmürsches, Brunnenhäuschen, Grüntal, Langenkamp, Jommerhönschen, Junkernbruch und Schimmelshaus.
In der lokalen Mundart wurde der Ort als Engelshuus oder auch als om Sillenberg bezeichnet.

## Geschichte
In der lokalen Mundart wurde der Ort als om Sillenberg bezeichnet.
Im 19. Jahrhundert gehörte Engelshaus zu den Außenortschaften der Bauerschaft und der Kirchengemeinde Dönberg in der Bürgermeisterei Hardenberg, die 1935 in Neviges umbenannt wurde. Damit gehörte es von 1816 bis 1861 zum Kreis Elberfeld und ab 1861 zum alten Kreis Mettmann.
Der Ort ist auf der Gemeinde Charte des Parzellar Katasters der Bürgermeisterei Hardenberg von 1815/16 als am Sillenberg eingezeichnet. Im Gemeindelexikon für die Provinz Rheinland von 1888 werden ein Wohnhaus mit acht Einwohnern angegeben.
Mit der Kommunalreform von 1929 wurde der südliche Teil von Dönberg abgespalten und mit weiteren, außerhalb von Dönberg liegenden Nevigeser Ortschaften in die neu gegründete Stadt Wuppertal eingemeindet, der Rest Dönbergs mit Engelshaus verblieb zunächst bei Neviges. Durch die nordrhein-westfälische Gebietsreform kam Neviges mit Beginn des Jahres 1975 zur Stadt Velbert und das restliche Dönberg wurde ebenfalls in Wuppertal eingemeindet.